# Раптово спійманий
Раптово спійманий (англ. Caught Short) — американська кінокомедія режисера Чарльза Райснера 1930 року.

## У ролях
- Марі Дресслер — Марі Джонс
- Поллі Моран — Поллі Сміт
- Аніта Пейдж — Женев'єва Джонс
- Чарльз Мортон — Вільям Сміт
- Томас Конлін — Френкі
- Дуглас Хейг — Джонні
- Ненсі Прайс — Прісцилла
- Грета Манн — Софі
- Герберт Прайор — містер Фрісбі
- Т. Рой Барнс — містер Кід
- Едвард Діллон — містер Тутт
- Еліс Мо — міс Амвросій
- Гвен Лі — манікюрниця
- Лі Колмар — рознощик
- Грета Гранстедт — Фанні Лі